# 王碧蕉
王碧蕉（1915年12月10日—1953年7月18日）是台灣詩人、俳人，鹽分地帶作家。本名王碧樵。台灣白色恐怖時期的受難者之一。 

## 略歷
台南北門郡出身。1943年，和吳新榮等人組成俳句會「白柚吟社」。作品散見於「台灣文藝」、「民俗台灣」等報章雜誌。1953年7月18日，時任北門鄉農會總幹事，因「李媽兜案」，被國民政府以顛覆政府為由槍決。

## 作品
- 台灣文學考
- 北門嶼の傳說
- 南鯤鯓廟的傳說

等